# (20663) 1999 UU2
1999 يو يو 2 (ويعرف أيضًا باسم (20663) 1999 يو يو 2 وفق تسمية الكوكب الصغير) (بالإنجليزية: 1999 UU2)‏ هو كويكب ضمن حزام الكويكبات؛ وترتيبه 20663 من حيث الاكتشاف.
اكتُشف هذا الجُرم الفلكي بواسطة Charles W. Juels ‏ في 19 أكتوبر 1999.

## وصلات خارجية
- (20663) 1999 UU2 في قاعدة بيانات مختبر الدفع النفاث لأجرام النظام الشمسي الصغيرة

- الاكتشاف · مخطط المدار ·  العناصر المدارية · المعلمات المادية

- (20663) 1999 UU2 على موقع ويكي سكاي: DSS2, SDSS, GALEX, IRAS, Hydrogen α, X-Ray, Astrophoto, Sky Map, Articles and images